# Shinjō (Okayama)
Pour les articles homonymes, voir Shinjō.
Shinjō  (新庄村, Shinjō-son) est un village du district de Maniwa, dans la préfecture d'Okayama au Japon.

## Toponymie
Le toponyme « Shinjō » (新庄) correspond au nom de la rivière dont il est le bassin versant.

## Géographie

### Situation
Le village de Shinjō est situé dans la partie nord-ouest de la préfecture d'Okayama, au nord-ouest de la ville de Maniwa ; sa frontière nord jouxte la préfecture de Tottori voisine.

### Démographie
Au 1er mai 2015, la population s'élevait à 964 habitants répartis sur une superficie de 67,10 km2.

### Hydrographie
Shinjō est le bassin versant de la rivière Shinjō, un affluent du fleuve Asahi.

### Occupation des sols
La forêt occupe 91 % de la superficie du village dont les terres cultivées sont organisées en étages entre 450 et 600 m d'altitude.

### Climat
La température annuelle moyenne est d'environ 11 °C. L'hiver, le mercure peut descendre jusqu'à −4 °C avec de fortes précipitations de neige. En été, la température ambiante peut atteindre 30 °C. Les mois de juin, juillet et septembre sont relativement pluvieux.

## Histoire
À l'ère Edo (1603-1868), Shinjō n'est qu'une station de poste sur l'ancienne route Izumo qui relie Himeji dans la province de Harima à Matsue, dans la province d'Izumo. Cette station est surtout fréquentée par les pèlerins se rendant au sanctuaire d'Izumo et les gouverneurs féodaux, notamment ceux du domaine de Matsue, astreints par le système du sankin-kōtai à résider un an sur deux à Edo, car le pouvoir shogunal se méfie d'eux après la longue période de guerre civile dont le pays sort à peine.
Shinjō est établi comme village en 1872.
En 1889, la mise en place du nouveau système d'administration des municipalités, élaboré par le gouvernement de Meiji, n'affecte pas le village. En 1900, il est cependant intégré au district de Maniwa.
En mars 2005, les villages et bourgs du district de Maniwa sont fusionnés pour former la ville de Maniwa. Seule, le village de Shinjō reste indépendant et devient la seule municipalité de ce district.

## Économie
L'économie du village de Shinjō repose essentiellement sur l'exploitation des ressources naturelles de la région ; l'agriculture et la sylviculture sont les deux principaux secteurs d'activités économiques du village.
Le village maintient des élevages de bovins, aussi bien pour la production de viande que pour la fabrication de produits laitiers.
Au début des années 1990, la commune de Shinjō a développé une industrie de transformation d'une variété de riz gluant spécifique à la région : le riz Himenomochi, dont la culture a commencé en 1983 et qui, dans les années 2010, représente 70 % de la production totale de riz du village,. Au fil des années, la vente des produits dérivés du riz, come le Hime no mochi, s'est avérée économiquement plus avantageuse que l'exportation du riz brut, en particulier pour la préservation de l'emploi local,.
Le développement des infrastructures routières, dans les années 2000, a favorisé le développement des commerces du centre-ville.
Depuis 1984, le village de Shinjō s'efforce de mettre en valeur ses sites historiques et ses paysages naturels pour favoriser l'essor du tourisme. Dans le même but, il organise chaque année diverses manifestations culturelles.

## Culture locale et patrimoine
Le village de Shinjō est membre de l'association Les Plus Beaux Villages du Japon depuis 2009.

### L'avenue de la victoire

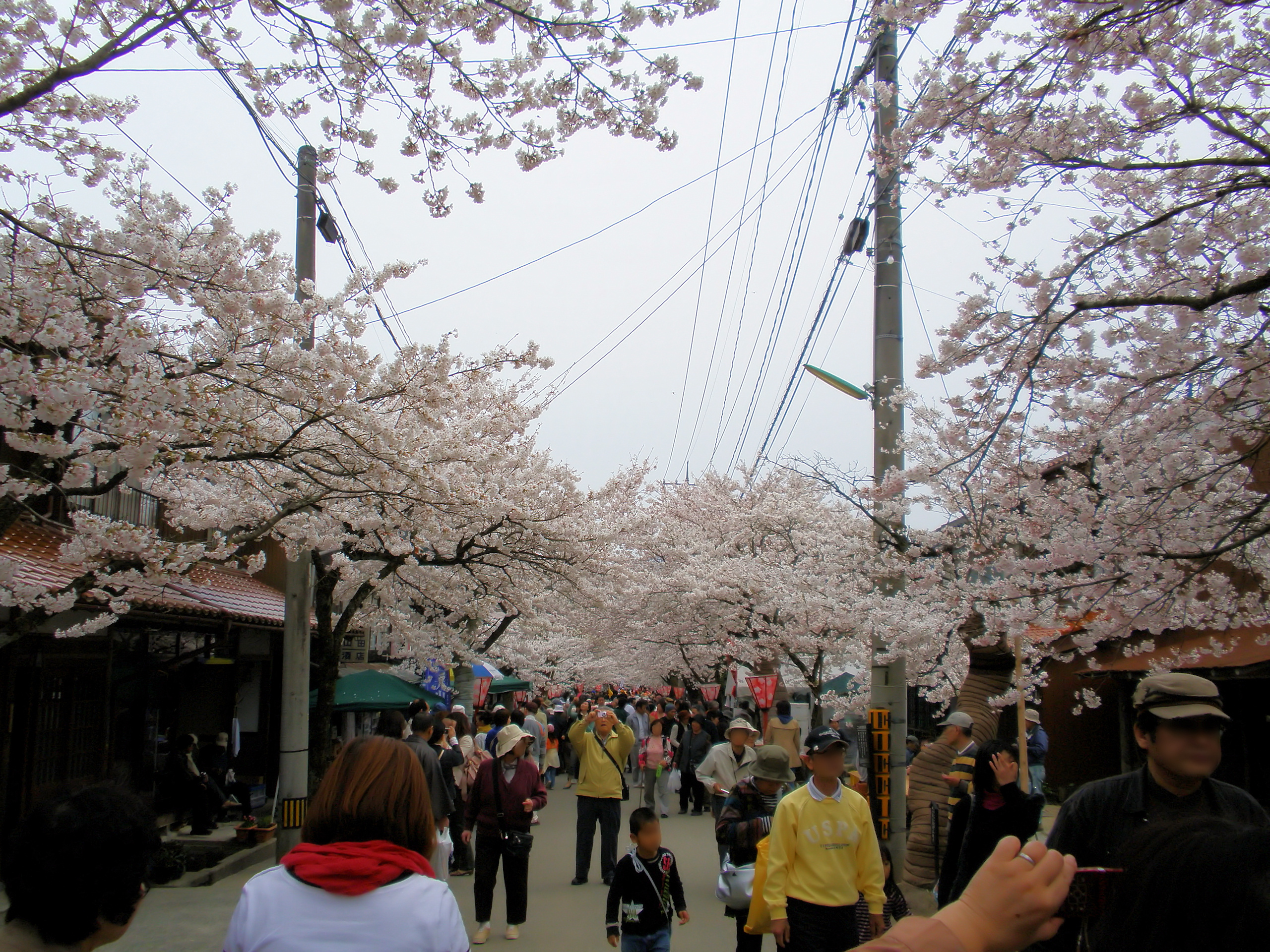
Gaisen-zakura dōri.

En 1906, après la guerre russo-japonaise, 137 cerisiers Yoshino sont plantés de part et d'autre d'une rue du centre-ville, dans le prolongement du pont Miyuki, pour célébrer la victoire de l'empire du Japon sur l'Empire russe.
La Gaisen-zakura dōri, ou « avenue du retour triomphal », est le centre du quartier dans lequel se trouvent, bien conservées, les auberges datant de l'époque où Shinjō n'était qu'une station de poste sur l'ancienne route Izumo.
Chaque année, au mois d'avril, c'est un lieu populaire pour fêter l'arrivée du printemps (hanami) sous les cerisiers en fleurs.
Le bruit de l'eau des deux ruisseaux s'écoulant le long de la Gaisen-zakura dōri est classé sur la liste des 100 sons naturels du Japon.

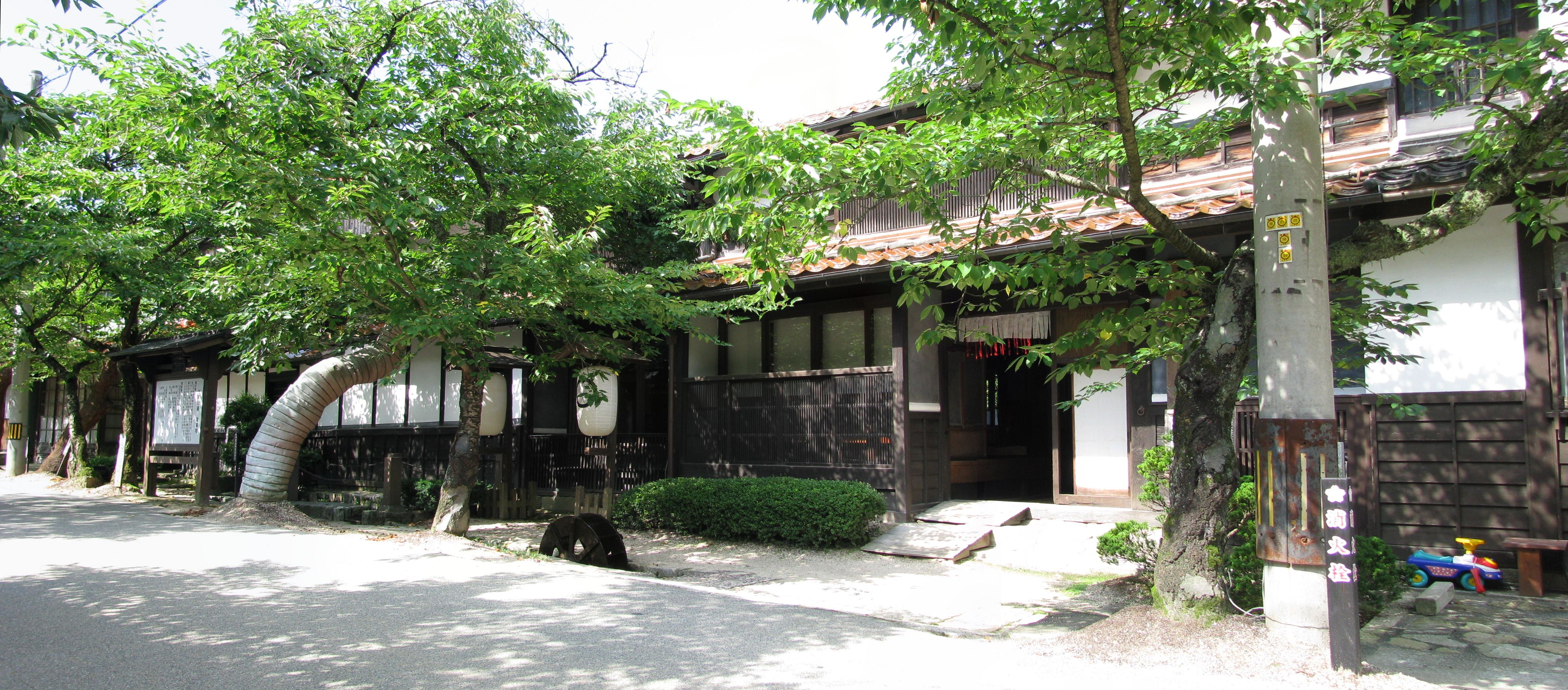
L'entrée d'une ancienne auberge.
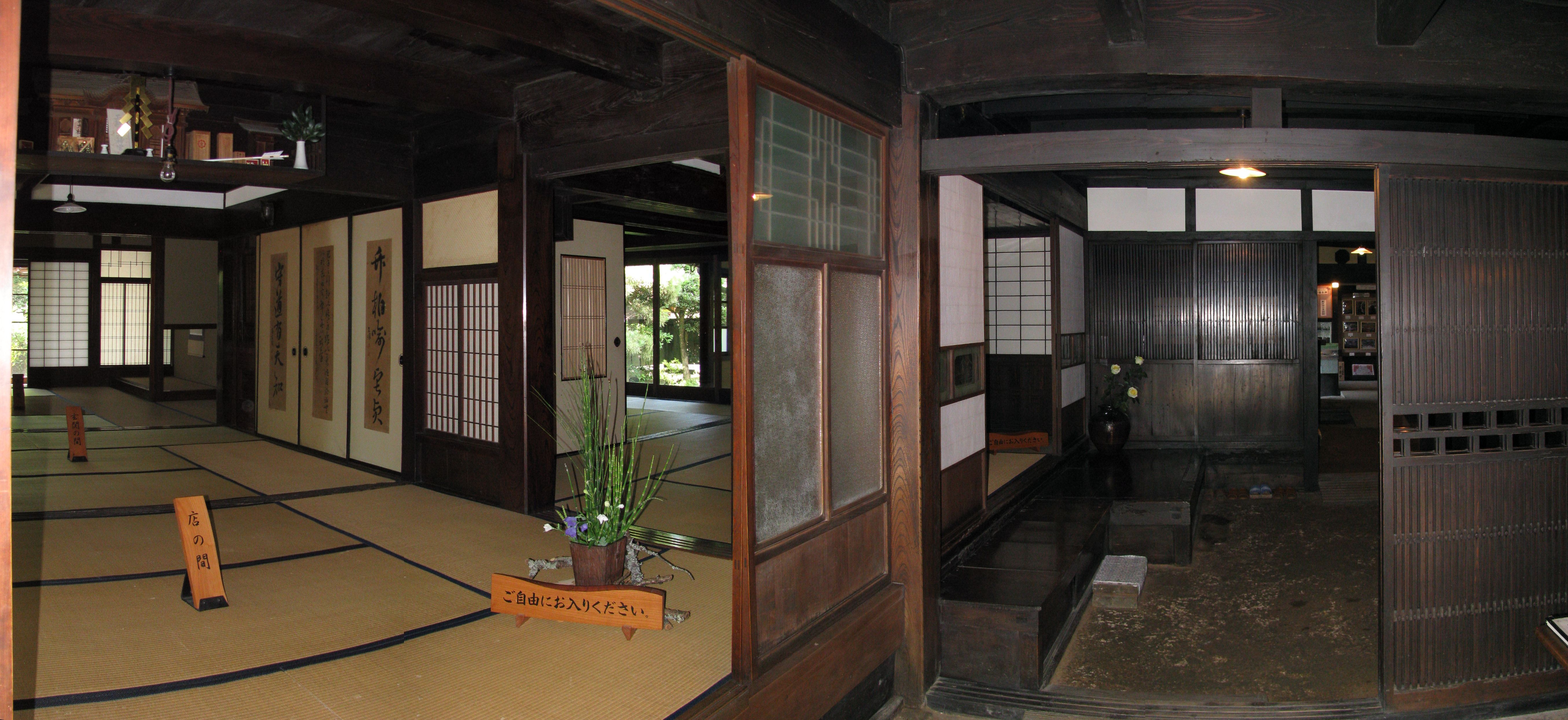
Intérieur d'une ancienne auberge.

### Patrimoine naturel

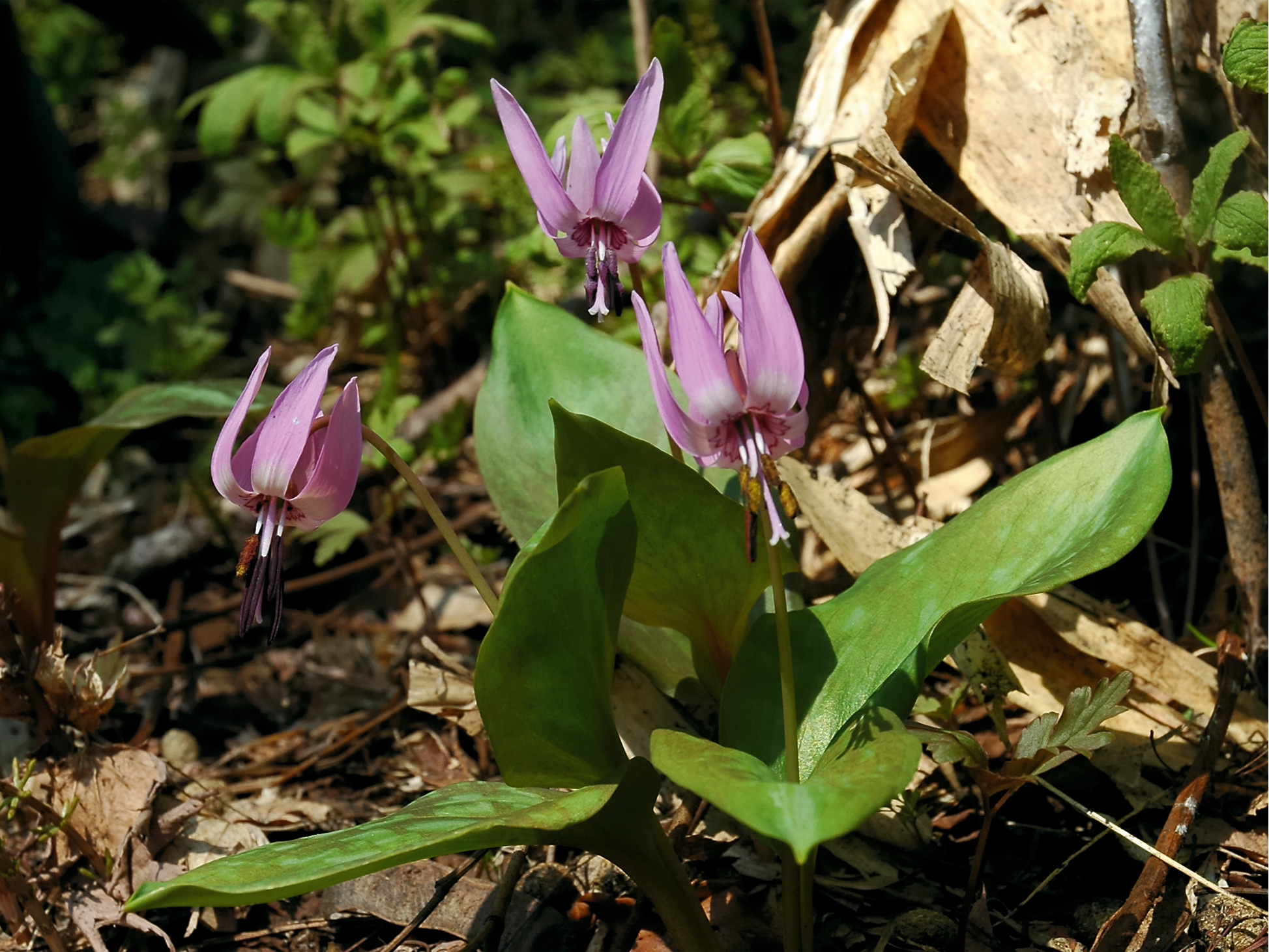
Katakuri ou Erythronium japonicum.

Le mont Kenashi est une montagne haute de 1 248 m située dans le parc national de Daisen-Oki, au nord-ouest du village de Shinjō. Ses pentes sont couvertes de châtaigniers du Japon, de zelkovas du Japon, de chênes, d'érables du Japon et de hêtres du Japon,. La hêtraie à son pied est une large étendue de verdure propice à la pratique de la randonnée pédestre et la sylvothérapie en parcourant les 2 km d'un étroit chemin de terre appelé la « voie du berceau » (« ゆりかごの小径 »). Elle comprend un riche écosystème dans lequel s'épanouissent de nombreuses plantes comme la « dent-de-chien » du Japon et Pulsatilla cernua au printemps, une espèce d'Hydrangea japonaise en été, la parnassie des marais et l'épervière en ombelle en automne.

## Symboles municipaux
La fleur symbole du village de Shinjō est la fleur de cerisier et son arbre symbole est le cèdre du Japon.